# Pleven (oblast)
Pleven (Bulgaars: Област Плевен) is een oblast in het noorden van Bulgarije. De hoofdstad is het gelijknamige Pleven en de oblast heeft 240.380 (2018).

## Geografie
Oblast Pleven ligt in het noordwesten van Bulgarije en heeft een totale landoppervlakte van 4.653 km². De oblast maakt deel uit van de centrale Donauvlakte. Het wordt van noord naar zuid doorkruist door de rivieren Iskar, Vit en Osam. De rivierdalen worden gescheiden door  kalkstenenplateaus.

## Bevolking
Op 31 december 2018 telde de oblast Pleven 240.380 inwoners, verspreid over 14 steden en 109 dorpen op het platteland. Bijna de helft van de bevolking woont in de gemeente  Pleven. De urbanisatiegraad bedroeg 67%.
| gemeente Pleven            | 86.245 | 100.779 | 118.841 | 145.380 | 162.076 | 160.480 | 149.142 | 131.152 | 119.649 |
| gemeente Tsjerven Brjag    | 43.767 | 44.031  | 44.349  | 45.044  | 42.979  | 40.876  | 35.561  | 27.856  | 24.492  |
| gemeente Dolna Mitropolija | 46.877 | 45.222  | 42.424  | 38.409  | 32.196  | 29.087  | 25.311  | 20.064  | 17.964  |
| gemeente Levski            | 34.303 | 34.434  | 36.387  | 34.410  | 31.128  | 29.127  | 25.995  | 19.938  | 17.455  |
| gemeente Knezja            | 23.830 | 23.012  | 22.269  | 22.031  | 20.196  | 18.640  | 17.079  | 13.803  | 12.171  |
| gemeente Dolni Dabnik      | 24.413 | 24.000  | 24.555  | 21.653  | 18.634  | 17.377  | 15.701  | 11.670  | 10.702  |
| gemeente Goeljantsi        | 32.359 | 31.443  | 29.877  | 25.588  | 22.299  | 20.135  | 16.752  | 12.336  | 10.358  |
| gemeente Belene            | 15.785 | 18.829  | 15.897  | 14.683  | 13.241  | 13.857  | 12.581  | 10.318  | 8.454   |
| gemeente Nikopol           | 26.301 | 23.939  | 22.732  | 20.812  | 17.785  | 15.840  | 13.656  | 9.305   | 7.925   |
| gemeente Iskar             | 17.972 | 17.644  | 15.893  | 13.683  | 11.507  | 10.228  | 9.107   | 6.884   | 6.020   |
| gemeente Pordim            | 17.485 | 16.672  | 15.392  | 13.041  | 10.553  | 9.607   | 8.179   | 6.426   | 5.460   |

Oblast Pleven heeft te kampen met serieuze demografische problemen. In 2018 werden er 1.962 kinderen op de wereld gebracht, terwijl er zo’n 4.567 mensen stierven. Het geboortecijfer bedroeg 8,0‰, terwijl het sterftecijfer ruim twee keer hoger was en 18,8‰ bedroeg. De natuurlijke bevolkingsgroei was, net als de voorafgaande jaren, negatief en kwam uit op -10,8‰.

#### Bevolkingssamenstelling
De optionele volkstelling van 1 februari 2011 telde 240.265 respondenten (op een bevolking van 269.752). Van deze 240.265 mensen verklaarden de meesten vervolgens etnische Bulgaren te zijn, namelijk zo’n 219.612 personen. Dat is 91,4% van de bevolking van de oblast. Ongeveer 4,1%, ofwel 9.961 mensen, verklaarden te behoren tot de  Roma-minderheid. De  Turkse minderheid telde 8.666 personen en vormt een significante minderheid van de bevolking (3,6%). In de stad Nikopol vormen Bulgaarse Turken zelfs een meerderheid (~68,6% is van Turkse origine).

#### Religie
In de optionele volkstelling van 2011 gaf een groot deel van de bevolking, zo'n 75 duizend mensen (27,7%), geen antwoord op tot welke religieuze gemeenschap ze behoorden. De Bulgaars-Orthodoxe Kerk heeft de meeste aanhangers: 153.050 van de 194.919 respondenten gaf toen aan tot die kerk te behoren. Dat is 78,5% van de totale bevolking van de oblast. In de volkstelling van 2001 behoorde nog 88,2% van de bevolking tot de Bulgaars-orthodoxe Kerk. Dus er is een trend van secularisering gaande. Er werden verder 5.163  katholieken (2,6%), 4.780 moslims (2,5%) en 1.374 protestanten (0,7%) geteld. De rest van de bevolking heeft geen religie.

#### Leeftijdsstructuur
Op 31 december 2018 was 26,0% van de bevolking 65 jaar of ouder. Dit percentage ligt 4,3 procentpunten boven het Bulgaarse gemiddelde van 21,7%.
| Leeftijdsopbouw van de oblast Pleven                              | Leeftijdsopbouw van de oblast Pleven | Leeftijdsopbouw van de oblast Pleven | Leeftijdsopbouw van de oblast Pleven | Leeftijdsopbouw van de oblast Pleven | Leeftijdsopbouw van de oblast Pleven | Leeftijdsopbouw van de oblast Pleven | Leeftijdsopbouw van de oblast Pleven | Leeftijdsopbouw van de oblast Pleven | Leeftijdsopbouw van de oblast Pleven | Leeftijdsopbouw van de oblast Pleven | Leeftijdsopbouw van de oblast Pleven | Leeftijdsopbouw van de oblast Pleven | Leeftijdsopbouw van de oblast Pleven | Leeftijdsopbouw van de oblast Pleven | Leeftijdsopbouw van de oblast Pleven | Leeftijdsopbouw van de oblast Pleven | Leeftijdsopbouw van de oblast Pleven | Leeftijdsopbouw van de oblast Pleven |
| Leeftijdscategorie                                                | Totaal                               | 0 – 9                                | 10 - 19                              | 20 - 29                              | 30 - 39                              | 40 - 49                              | 50 - 59                              | 60 - 69                              | 70 - 79                              | 80+                                  |                                      |                                      |                                      |                                      |                                      |                                      |                                      |                                      |
| ----------------------------------------------------------------- | ------------------------------------ | ------------------------------------ | ------------------------------------ | ------------------------------------ | ------------------------------------ | ------------------------------------ | ------------------------------------ | ------------------------------------ | ------------------------------------ | ------------------------------------ | ------------------------------------ | ------------------------------------ | ------------------------------------ | ------------------------------------ | ------------------------------------ | ------------------------------------ | ------------------------------------ | ------------------------------------ |
| 2016                                                              | 248.138                              | 22.469                               | 22.420                               | 23.857                               | 28.668                               | 34.764                               | 34.438                               | 38.850                               | 27.929                               | 14.743                               |                                      |                                      |                                      |                                      |                                      |                                      |                                      |                                      |
| Etnische samenstelling per leeftijdscategorie in procenten (2011) |                                      |                                      |                                      |                                      |                                      |                                      |                                      |                                      |                                      |                                      |                                      |                                      |                                      |                                      |                                      |                                      |                                      |                                      |
| Bulgaren (%)                                                      | 91,4%                                | 78,5%                                | -                                    | -                                    | -                                    | -                                    | -                                    | -                                    | -                                    | -                                    |                                      |                                      |                                      |                                      |                                      |                                      |                                      |                                      |
| Roma/zigeuners (%)                                                | 4,1%                                 | 13,5%                                | -                                    | -                                    | -                                    | -                                    | -                                    | -                                    | -                                    | -                                    |                                      |                                      |                                      |                                      |                                      |                                      |                                      |                                      |
| Turken (%)                                                        | 3,6                                  | 4,4%                                 | -                                    | -                                    | -                                    | -                                    | -                                    | -                                    | -                                    | -                                    |                                      |                                      |                                      |                                      |                                      |                                      |                                      |                                      |

## Gemeenten
| - Belene - Dolna Mitropoljia - Dolni Dabnik - Goeljantsi - Iskar - Knezja |  | - Levski - Nikopol - Pleven - Pordim - Tsjerven Brjag |

Blagoevgrad · Boergas · Chaskovo · Dobritsj · Gabrovo · Jambol · Kjoestendil · Kardzjali · Lovetsj · Montana · Pazardzjik · Pernik · Pleven · Plovdiv · Razgrad · Roese · Silistra · Oblast Sofia · Sofia-Hoofdstad · Sjoemen · Sliven · Smoljan · Stara Zagora · Targovisjte · Varna · Veliko Tarnovo · Vidin · Vratsa